# Pavel Chekov
Pavel Andreievich Chekov (en cirílico Павел Андреевич Чеков) es un personaje de Star Trek, interpretado primero por Walter Koenig, y posteriormente por Anton Yelchin, en Star Trek XI (Yelchin falleció en junio de 2016).

## Origen
Gene Roddenberry, creador de Star Trek, quería incluir a un miembro del reparto más joven para así atraer a las audiencias adolescentes. Con una segunda temporada de Star Trek a producir, Roddenberry entrevistó a Koenig por recomendación del director Joseph Pevney. Después de la entrevista de Koenig, Roddenberry escribió una carta a Mikhail Zimyanin, editor de Pravda, en la que le informaba sobre la introducción de un personaje ruso. Koenig siempre negó el "origen ruso" de la historia, y dijo que el personaje se añadió en respuesta a la popularidad de Davy Jones, y el peinado y el aspecto del personaje es una referencia directa a esta. Roddenberry había mencionado anteriormente, en una nota a su director de casting, el deseo de tener a alguien que recuerda a uno de los Beatles o The Monkees en la serie.

## Biografía ficticia
Nacido el 19 de septiembre de 2241 en la actual San Petersburgo (en los años 1960 Leningrado) en Rusia, empezó su carrera como alférez de la USS Enterprise (NCC-1701) bajo el mando del capitán James T. Kirk. A bordo de la nave desempeñaba el cargo de navegante, aunque a menudo su preparación le había permitido ayudar (y en ocasiones sustituir) al Sr. Spock en sus tareas científicas.
Tras la conclusión de la primera misión de cinco años Star Trek: La serie original, Chekov fue ascendido a teniente, y durante el incidente del V’ger (Star Trek I: La película) volvió a formar parte de la tripulación del USS Enterprise como jefe de seguridad.
Su carrera sin embargo pronto alejó a Chekov de sus antiguos compañeros: en el año 2285 se incorporó a la tripulación de la USS Reliant bajo el mando del capitán Terrell. En esa nave estelar tenía el cargo de oficial científico, papel que abandonaría tras la destrucción de la nave de exploración a manos de Khan Noonien Singh (Star Trek II: La ira de Khan). En los años siguientes desempeñaría de nuevo la tarea de navegante a bordo de la USS Enterprise (NCC-1701-A).

## Importancia cultural

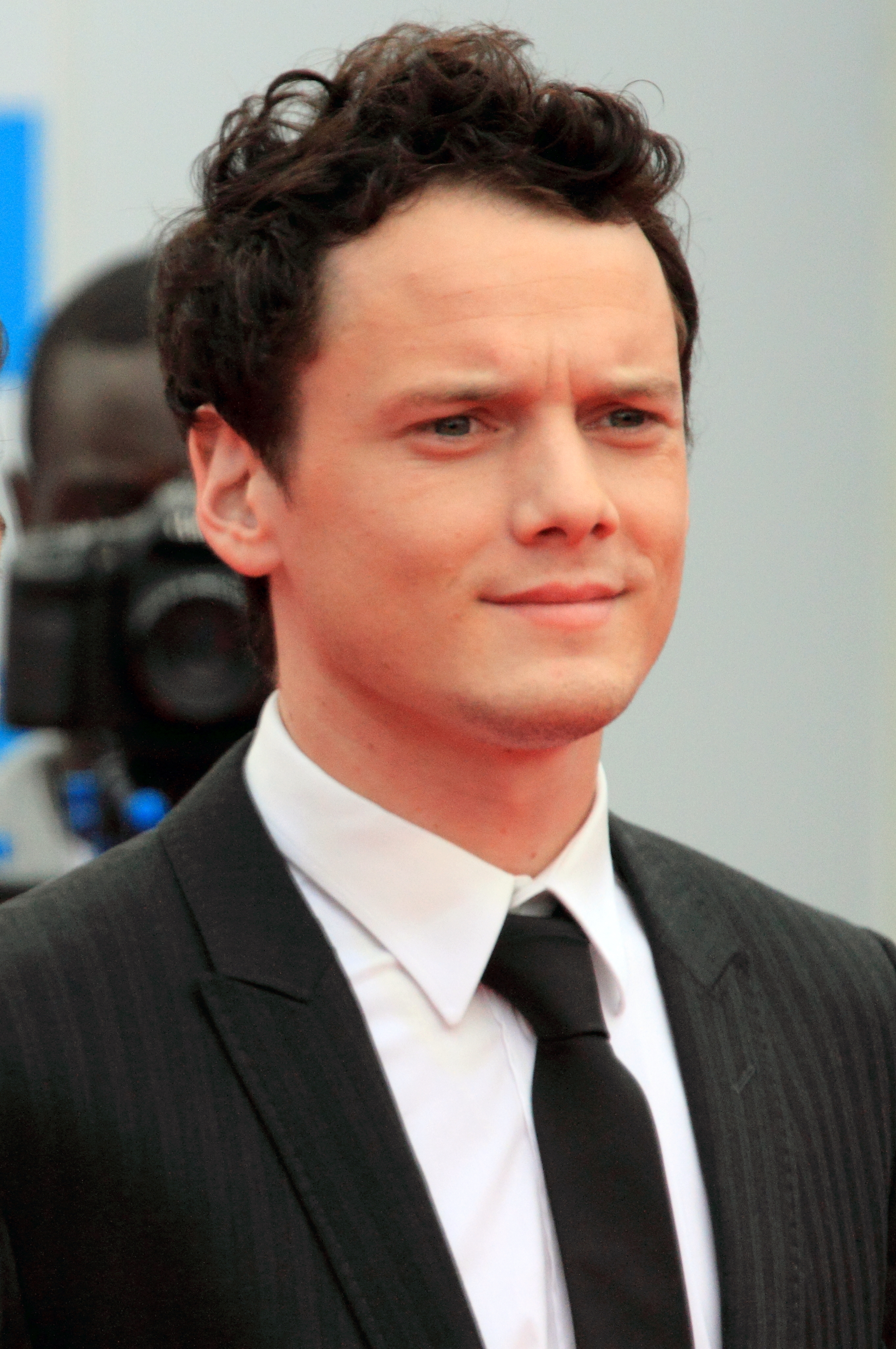
Anton Yelchin era el actual Pavel Chekov en Star Trek XI y sus secuelas, Star Trek Into Darkness y Star Trek Beyond.

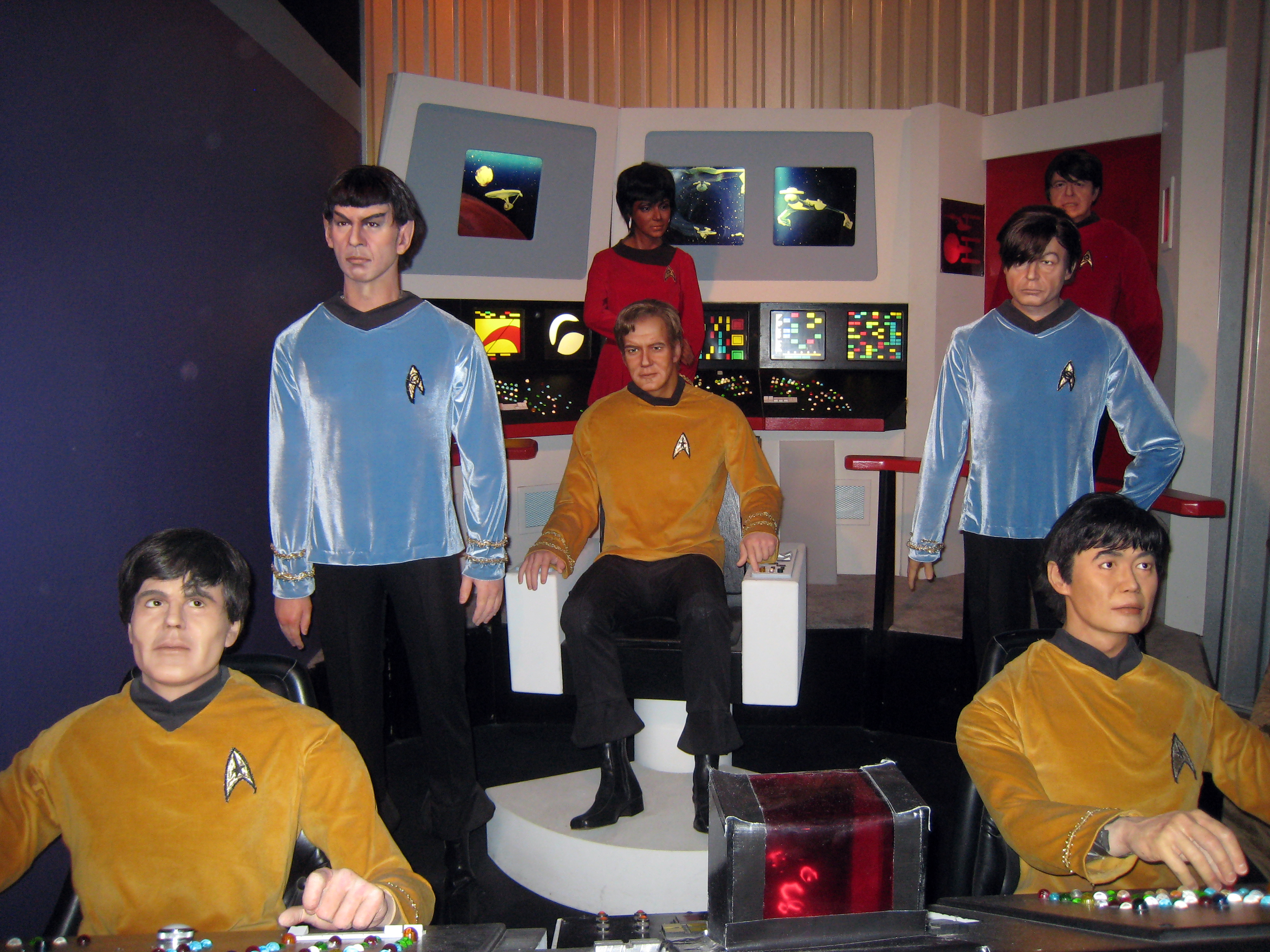
Representación de la multiétnica tripulación de Star Trek. Chekov abajo a la izquierda.

Chekov es un oficial ruso en una época que la Guerra Fría enfrentaba a la Unión Soviética con Estados Unidos. Significa que el desafío de la conquista espacial implica la unión y el fin de las disputas entre los pueblos. Chekov hablaba con un fuerte acento y sin embargo aparecía entre los personajes positivos de la serie, rompiendo el estereotipo de los rusos en las películas norteamericanas del período.